# Bodmin Town F.C.
Câu lạc bộ bóng đá Bodmin Town là một câu lạc bộ bóng đá có trụ sở tại Bodmin, Cornwall, Anh. Đội hiện là thành viên của South West Peninsula League Premier Division West và thi đấu trên sân Priory Park.

## Lịch sử
Câu lạc bộ được thành lập bởi W.M. Pethybridge và C.H. Bray vào năm 1889. Sau khi hợp nhất với một đội từ doanh trại địa phương vào năm 1900, đội bắt đầu thi đấu trong trang phục áo sơ mi trắng, lấy biệt danh là "the Lilywhites". Đội vô địch Bodmin & District (Senior) League vào mùa giải 1922-23, và vào năm 1925, màu áo sân nhà của câu lạc bộ được đổi thành màu hổ phách. Đội lại vô địch giải đấu vào mùa giải 1926-27 và á quân vào mùa giải 1947-48.
Năm 1953, Bodmin gia nhập South Western League, chơi trong 9 mùa giải, trước khi rời vào cuối mùa giải 1961-62 để chơi ở East Cornwall Premier League. Đội tái gia nhập South Western League năm 1969, và là á quân mùa giải 1976-77. Đội đã vô địch giải đấu lần đầu tiên vào mùa giải 1990-91, và lại là nhà vô địch mùa giải 1993-94. Đội vô địch Cornwall Senior Cup lần đầu tiên mùa giải 1998-99, đánh bại Millbrook 2-1 trong trận chung kết. Sau khi kết thúc với vị trí á quân hai lần liên tiếp, đội đã giành chức vô địch giải đấu lần thứ ba vào mùa giải 2005-06.
Năm 2007 câu lạc bộ là thành viên sáng lập của South West Peninsula League, và được xếp vào Premier Division; đội đã giành chức vô địch giải đấu và Cúp Liên đoàn trong cả hai mùa giải đầu tiên. Đội kết thúc với vị trí á quân vào các mùa giải 2009-10 và 2010-11, giành Senior Cup trong cả hai mùa giải, đánh bại Camelford 3-1 trong trận chung kết năm 2010 và St Austell 3-2 vào năm 2011. Mùa giải 2011-12 chứng kiến đội giành chiến thắng giải đấu, League Cup và Senior Cup, đánh bại Saltash United 3-2 trong trận chung kết. Đội lặp lại kỳ tích mùa giải 2012-13, với việc Helston Athletic đánh bại 4-3 sau hiệp phụ trong trận chung kết Senior Cup. Chức vô địch giải đấu thứ năm đã giành được vào mùa giải 2015-16, với câu lạc bộ cũng giành được League Cup lần thứ năm và Senior Cup lần thứ sáu với chiến thắng 7-0 trước Godolphin Athletic trong trận chung kết.
Sau khi tổ chức lại giải đấu vào cuối mùa giải 2018-19, Bodmin được xếp vào Premier Division West.

## Sân vận động
Ban đầu câu lạc bộ chơi tại Cooksland, một khu đất nằm trên đường Liskeard. Sau đó, đội chuyển đến Coldharbour Lane và sau đó là Barn Park, trước khi quay trở lại Cooksland. Sau đó, đội chuyển đến Westheath, chung sân với câu lạc bộ bóng đá và câu lạc bộ cricket St Lawrence's Hospital.
Năm 1948, đội chuyển đến sân hiện tại, Priory Park, thuộc sở hữu của hội đồng địa phương. Một khán đài đã được di dời từ Westheath đến khu đất mới, nhưng được thay thế bằng một khán đài chính mới có sức chứa 400 vào năm 1958, với chi phí xây dựng là 2.500 bảng Anh; số tiền được quyên góp bởi TH Dennison, với khán đài được đặt tên là Khán đài Tưởng niệm Dennison. Dàn đèn được lắp đặt vào năm 1971 và một câu lạc bộ mới được xây dựng vào năm 1985.
Một đầu của sân bao gồm bờ cỏ, với hai bên còn lại của sân để trống. Sân hiện có sức chứa 5.000 khán giả.

## Danh hiệu
- South West Peninsula League
  - Vô địch Premier Division 2007-08, 2008-09, 2011-12, 2012-13, 2015-16
  - Vô địch League Cup 2007-08, 2008-09, 2011-12, 2012-13, 2015-16
- South Western League
  - Vô địch 1990-91, 1993-94, 2005-06
  - Vô địch League Cup 1993-94
- Bodmin & District (Senior) League
  - Vô địch 1922-23, 1926-27
- Cornwall Senior Cup
  - Vô địch 1998-99, 2009-10, 2010-11, 2011-12, 2012-13, 2015-16
- Cornwall Charity Cup
  - Vô địch 1986-87, 2013-14

## Kỉ lục
- Thành tích tốt nhất tại Cúp FA: Vòng loại thứ ba 2011-12[3]
- Thành tích tốt nhất tại FA Trophy: Vòng loại thứ hai 1970-71[3]
- Thành tích tốt nhất tại FA Vase: Vòng Năm 2012-13[3]